# Coings
Coings là một xã ở tỉnh Indre khu vực trung bộ Pháp. Xã này có diện tích 29,33 km², dân số thời điểm năm 1999 là 815 người. Khu vực này có độ cao trung bình 158 mét trên mực nước biển.